# Gosławice (Opole)
Gosławice (deutsch Goslawitz, 1936–1945 Ehrenfeld O.S.) ist ein Stadtteil der kreisfreien Stadt Oppeln in der Woiwodschaft Oppeln.

## Geographie

### Geographische Lage
Gosławice liegt in der historischen Region Oberschlesien im Oppelner Land. Der Ort liegt ca. drei Kilometer nordöstlich der Innenstadt von Oppeln. 
Gosławice liegt in der Nizina Śląska (Schlesischen Tiefebene) innerhalb der Równina Opolska (Oppelner Ebene). Nördlich des Ortes verläuft die Landesstraße Droga krajowa 46. Das Dorf liegt an der Bahnstrecke Opole–Namysłów. Westlich, direkt an den alten Ortskerns anschließend, liegt die Plattenbausiedlung Osiedle Armii Krajowej aus den 1970er Jahren. Südöstlich liegt die Plattenbausiedlung Osiedle Malinka. 
Bis zum Ende des 19. Jahrhunderts befand sich östlich des Dorfes der Kalichteich, der damals größte See Oberschlesiens.

### Nachbargemeinden
Gosławice grenzt im Südosten an den Oppelner Stadtteil Kolonia Gosławicka (Kolonie Goslawitz), im Süden an Śródmieście (Oppelner Innenstadt) und im Westen an Zakrzów (Sakrau). Im Norden liegt das zur Gemeinde Lugnian gehörende Dorf Kempa (Kępa) sowie im Nordosten das zur Gemeinde Turawa gehörende Dorf Sowade (Zawada).

## Geschichte

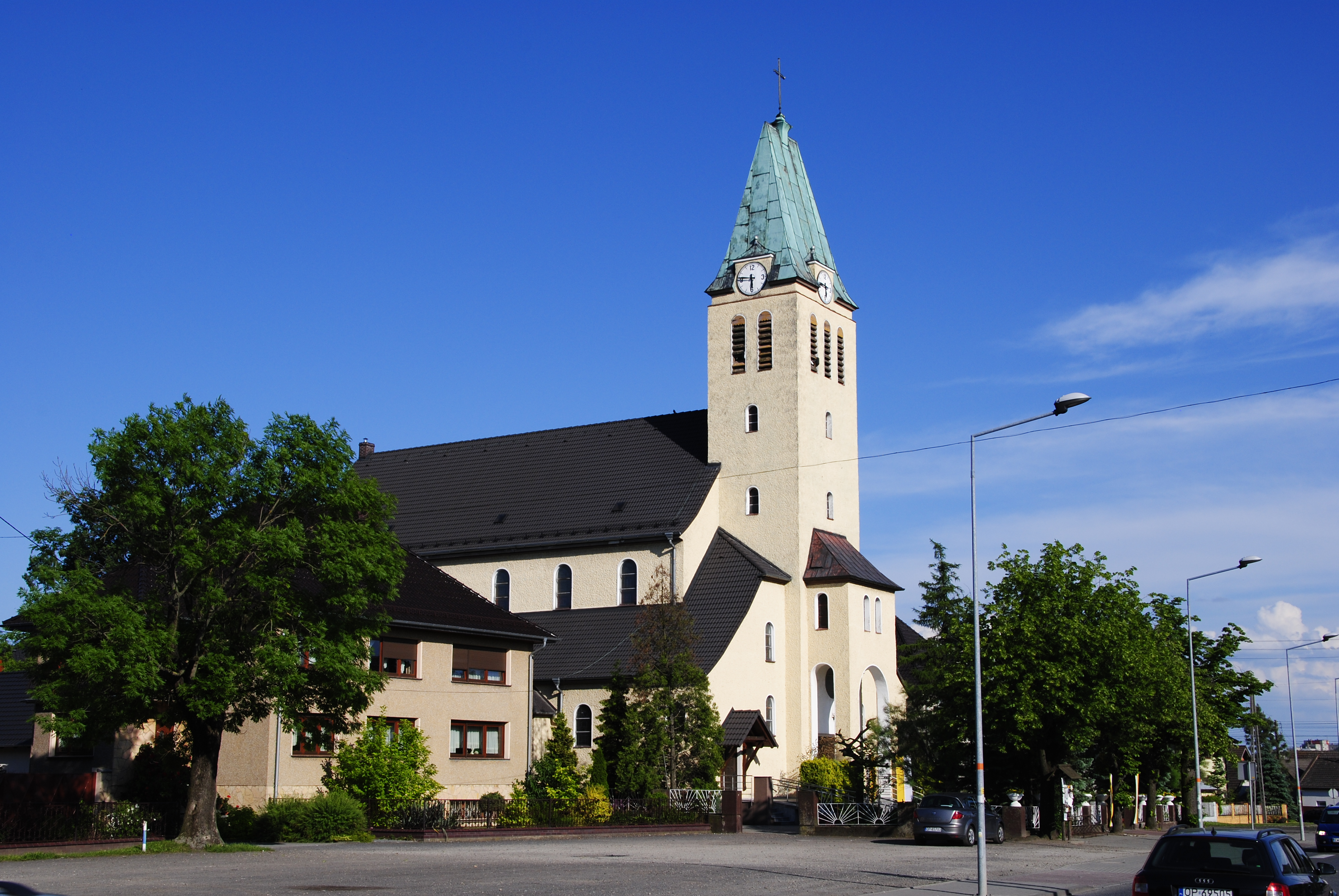
Mariä-Himmelfahrt-Kirche von 1933

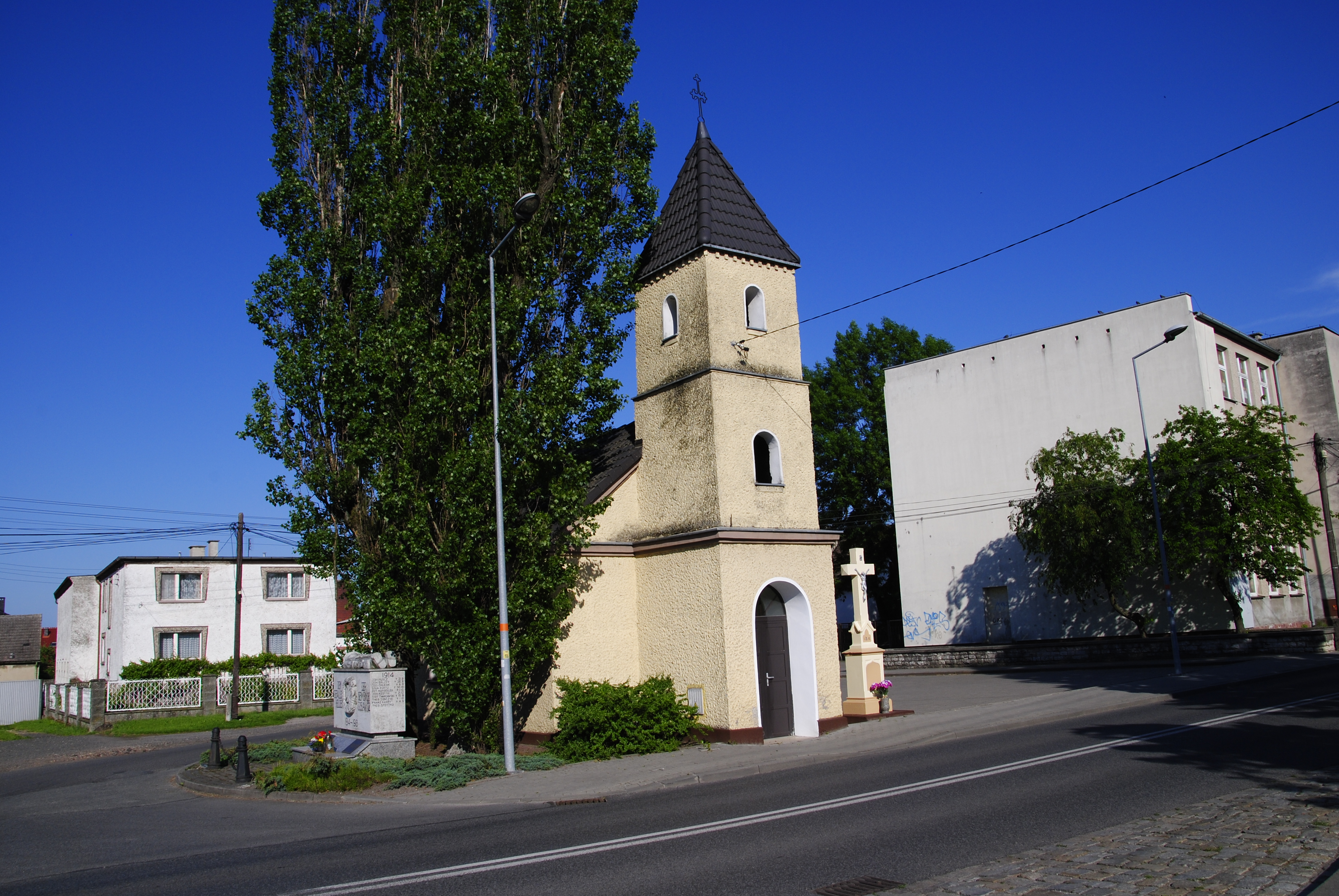
Kapelle aus dem Jahr 1888 an der ul. Wiejska

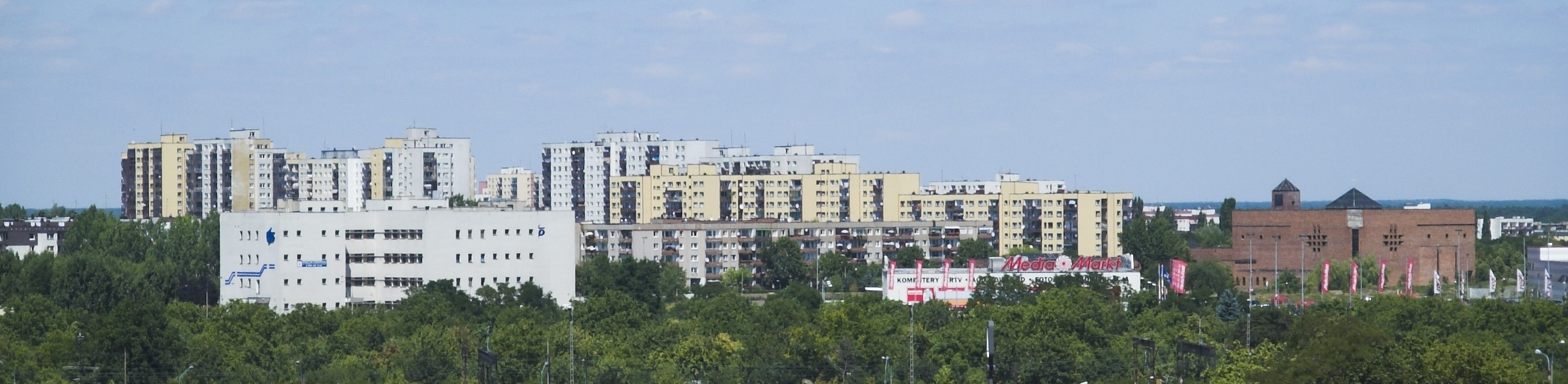
Osiedle Armii Krajowej

Der Ort wurde 1254 erstmals als „Goslavitz“ und 1301 als „villa Goslavici“ urkundlich erwähnt. Weitere Erwähnung von Gosławice erfolgten 1471 als Goslawicz und 1532 als Goszlawitz. Der Ortsname leitet sich aus den ehemaligen Besitztümern ab und bedeutet in etwa das Dorf von Gosław.
Nach dem Ersten Schlesischen Krieg 1742 fiel Goslawitz mit dem größten Teil Schlesiens an Preußen.
Nach der Neuorganisation der Provinz Schlesien gehörte die Landgemeinde Goslawitz ab 1816 zum Landkreis Oppeln im Regierungsbezirk Oppeln. 1845 bestanden im Dorf eine katholische Schule, eine Schmiede, eine Weberei und 135 Häuser. Im gleichen Jahr lebten in Goslawitz 875 Menschen, allesamt katholisch. 1861 hatte der Ort 1025 Einwohner. 1865 zählt das Dorf 33 Bauern, 16 Gärtner,  sechs Ackerhäusler und 42 Angerhäusler. Außerdem befanden sich im gleichen Jahr drei Schuhmacher, zwei Schmieden, ein Stellmacher, vier Schneider sowie ein Tischler im Dorf. Die katholische Schule zählte 1865 145 Schüler. Mitte des 19. Jahrhunderts wurde südöstlich des Ortes die Kolonie Goslawitz (heute: Kolonia Gosławicka) gegründet. 1885 zählte Goslawitz 1534 Einwohner.
Mit Fertigstellung der Bahnstrecke zwischen Oppeln und Namslau im Jahr 1889 erhielt Goslawitz einen Anschluss an das Schienennetz der Oberschlesischen Eisenbahn.
Bei der Volksabstimmung am 20. März 1921 stimmten 735 Wahlberechtigte für einen Verbleib bei Deutschland und 716 für Polen. Goslawitz verblieb beim Deutschen Reich. 1933 wurde die Mariä-Himmelfahrt-Kirche erbaut. Im gleichen Jahr lebten 3575 Menschen im Dorf. Am 19. Mai 1936 wurde der Ortsname in Ehrenfeld O.S. geändert. 1939 zählte das Dorf 4260 Einwohner. Bis 1945 befand sich der Ort im Landkreis Oppeln.
Am 23./24. Januar 1945 eroberte die Rote Armee Oppeln und die Dörfer rechts der Oder. Nach dem Zweiten Weltkrieg kam der bisher deutsche Ort unter polnische Verwaltung und wurde in Gosławice umbenannt und der Woiwodschaft Schlesien angeschlossen. 1950 kam der Ort zur Woiwodschaft Oppeln. Zwischen 1945 und 1954 war Gosławice Sitz der Gmina Gosławice. 1974 wurde der Ort in die Stadt Oppeln eingemeindet. Von der Mitte der 1970er bis in die 1980er entstand westlich von Gosławice die in plattenbauweise erbaute Großsiedlung Osiedle Armii Krajowej. 

### Ausgrabungen in Wichulla
Im 19. Jahrhundert wurde in der Kolonie Grobla (Wichulla) das als Fürstengrab bezeichnete Grabmal eines vandalischen Häuptlings entdeckt. Zu den Grabbeigaben gehörte ein Trinkservice, bestehend aus zwei Wassereimern, zwei Weineimern, einem Mischkessel, einer Schöpfkelle, einem Seiher (Sieb) und einer mit Pferden verzierten silbernen Schale. Die silberne Schale wurde von Paul Telge restauriert. Die Kolonie ist heute Teil von Gosławice.
Silberne Schale von Wichulla

## Sehenswürdigkeiten

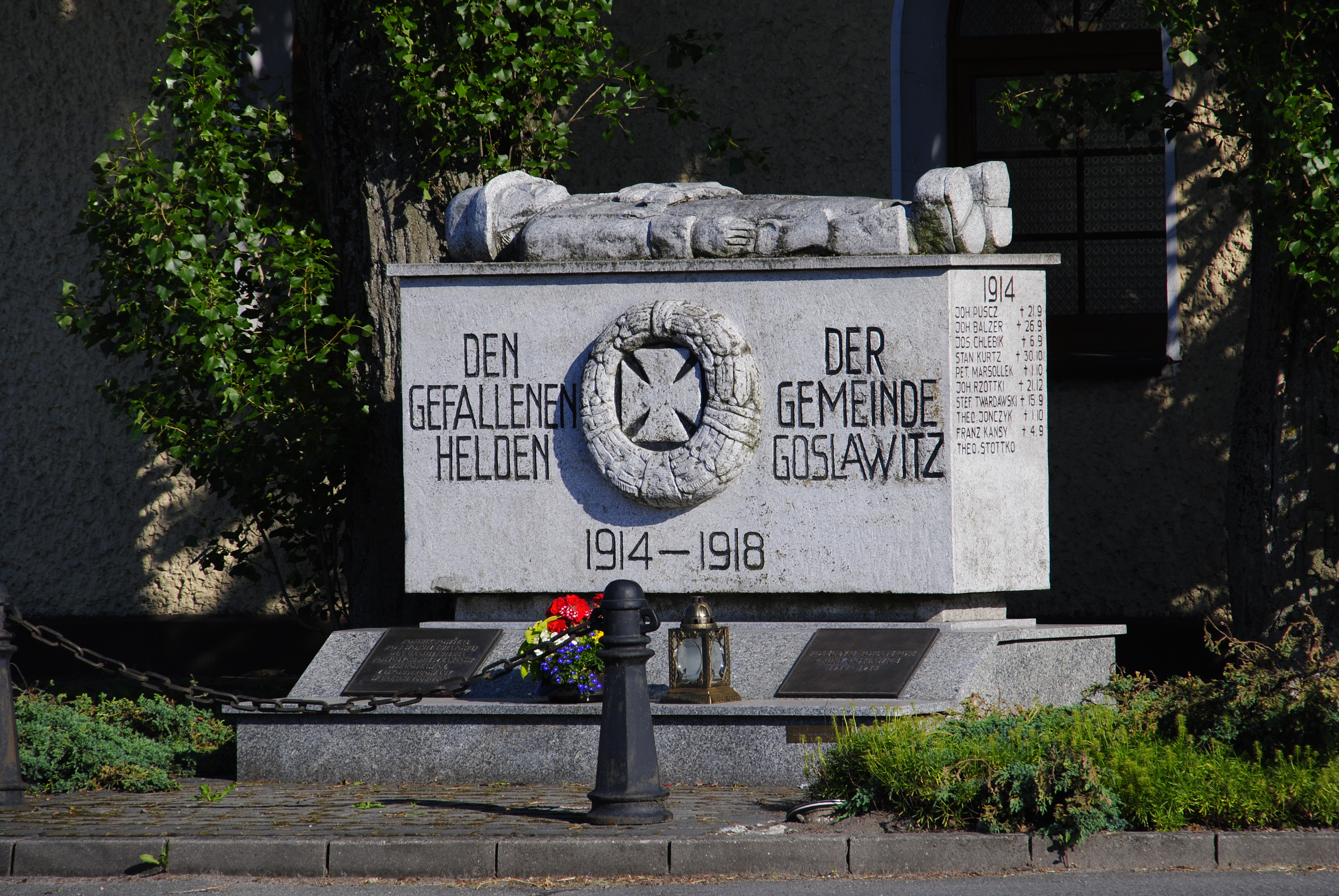
Ehren-Denkmal für die Gefallenen des Ersten Weltkriegs

### Mariä-Himmelfahrt-Kirche
Die römisch-katholische Mariä-Himmelfahrt-Kirche (poln. Kościół Wniebowzięcia Najświętszej Maryi Panny) wurde 1933 fertiggestellt und am 8. November festlich geweiht.

### Weitere Sehenswürdigkeiten
- Ehren-Denkmal für die Gefallenen des Ersten Weltkriegs
- Kapelle aus dem Jahr 1888 an der ul. Wiejska
- Kapelle mit Glockenturm auf dem Friedhof aus dem 18. Jahrhundert

## Verkehr
Der Haltepunkt Opole Gosławice liegt an der Bahnstrecke Opole–Namysłów.

## Vereine
- Deutscher Freundschaftskreis
- Sportverein LZS Gosławice
- Freiwillige Feuerwehr OSP Opole-Gosławice